# Bar Hill
Bar Hill est une paroisse civile et un village du Cambridgeshire, en Angleterre.